# Mozez
Mozez ist der Künstlername des in Jamaika geborenen und in London ansässigen Sängers, Songwriters und Produzenten Osmond Wright.

## Leben
Als Sohn eines jamaikanischen Predigers tourte Mozez ab 1987 als Mitglied der Gospel-Gruppe Channel of Praise durch Jamaika.
1990 siedelte seine Familie nach Großbritannien um. Ab 1992 arbeitete Mozez als Sänger mit der Band Spirits zusammen.
In den frühen 2000er Jahren etablierte er sich neben den Sängerinnen Sia Furler, Sophie Barker und Tina Dico als männlicher Leadsänger für das britische Ambient Duo Zero 7.
Nachdem Mozez zu den ersten beiden weltweit erfolgreichen Zero-7-Alben Simple Things und When It Falls Vocals beigetragen hatte, startete er seine Solokarriere und gründete sein eigenes Plattenlabel Numen Records.
Sein Debüt-Soloalbum So Still wurde 2005 veröffentlicht und enthält viele der Down-Tempo-Elemente, für die er inzwischen bekannt ist. Mitgearbeitet am Album haben der Produzent Guy Sigsworth, Nightmares on Wax und Henry Binns von Zero 7.
2012 veröffentlichte sein Plattenlabel das Debütalbum Gentle Beauty der italienischen Singer-Songwriterin Mari Conti. Das Album wurde von Mozez mitgeschrieben und produziert.
2015 veröffentlichte Mozez sein zweites Album Wings.
Im Februar 2021 veröffentlichte Mozez den Song Destiny Ride als Single seines kommenden dritten Studioalbums Lights On.

## Diskografie

### Studioalben
- 2005: So Still
- 2015: Wings

### Remixalben
- 2011: Time Out
- 2016: Dream State